# Église Saint-Jean-Baptiste de Contz-les-Bains
Pour les articles homonymes, voir Église Saint-Jean-Baptiste.
L'église Saint-Jean-Baptiste, de style néogothique, construite de 1869 à 1871 en remplacement de l'ancienne église paroissiale dont les vestiges subsistent dans le cimetière sur les plans de l'architecte messin C. Jacquemin. Son orgue Franz Staudt, datant de 1898, possède 29 jeux, 2 claviers et pédalier et figure parmi les plus belles orgues de Lorraine. Il fait très régulièrement l'objet de concerts et spectacles de qualité l'associant à des artistes de renommées nationales et internationales.

## La situation de la paroisse en 1860
La construction de l'église de Contz débute au mois de mai de l'année 1869 après une dizaine d'années de préparation, période au cours de laquelle les discussions et les conflits entre la commune, l'évêché et l'administration préfectorale sont nombreux. Ces divergences de vue tombent rapidement dans l'oubli lorsqu'en 1871 la construction est menée à terme.
Une lettre datée du 31 juillet 1860, adressée au préfet du département par l'évêque de Metz, Mgr Paul-Georges-Marie Dupont des Loges, renseigne sur la situation de la paroisse de Basse-Kontz :

« La paroisse de Basse-Kontz est sans pasteur depuis bientôt deux ans par suite du manque de prêtres parlant les deux langues et du mauvais état du presbytère et de l'église.
La toiture et le lambris de ce dernier édifice demandent d'importantes réparations: peut-être devrait-on profiter de cette circonstance pour donner un peu plus d'élévation à la nef de l'église et la mettre à la hauteur du chœur, pour placer la porte d'entrée au milieu du pignon du sud-ouest et disposer les fenêtres sur un même plan au lieu du plan inégal que l'on a adopté lorsqu'on a agrandi cet édifice...
Comme la fabrique manque des ressources nécessaires pour pourvoir à ces dépenses, je viens vous prier, Monsieur le Préfet, de bien vouloir déléguer un architecte à l'effet d'étudier sur place les deux bâtiments, de dresser un devis des travaux pour que ceux qui sont les plus urgents soient exécutés aussi tôt que faire se pourra, et que l'on ait des idées arrêtées sur l'exécution des autres.
Je chargerai, de mon côté, l'administrateur de la paroisse de faire appel à la pieuse générosité des paroissiens pour qu'ils viennent en aide à la commune aussitôt que l'on connaitra le chiffre total de la dépense... »

L'abbé Clément, curé de Rettel, assurait l'intérim en attendant la désignation d'un prêtre titulaire. Le père François Hab, originaire de Basse-Kontz et pour lors missionnaire en Malaisie, a l'occasion d'évoquer ce problème dans les lettres qu'il adresse à sa famille au village. Ainsi note-t-il, le 8 septembre 1860 : « Avez-vous enfin un nouveau curé, et quelles sont les nouvelles de la paroisse? »
Puis, en mai 1862 : « Même si vous n'avez pas de curé actuellement, ne croyez pas que vous êtes libres de ne plus avoir à vous préoccuper de Dieu et du salut de votre âme. C'est un grand malheur pour la paroisse, car là où il n'y a pas de service divin, le démon aura beau jeu. »
Enfin, le 10 mai 1863 : « Je suis heureux que vous ayez un nouveau curé. Faites en sorte que celui-là ne vous abandonne pas. »
À la réception de la lettre de l'évêque, le préfet de la Moselle charge le sous-préfet de Thionville de prendre en charge ce dossier et de communiquer le contenu de cette lettre à la municipalité de Basse-Kontz et, dans sa séance du 27 septembre 1860, le conseil municipal répond dans une lettre qui demande au préfet d'utiliser le temps où le poste de prêtre serait vacant pour effectuer les réparations nécessaires à l'église, en insistant sur le manque de moyens de la commune et de ses habitants.
À cette délibération, le maire joint une lettre de sa main afin d'apporter quelques précisions quant à la situation de la paroisse. Il y indique notamment son désaccord avec l'évêque de Metz qui, selon lui, porte peu d'intérêt à la commune, et accuse la jalousie le curé de Rettel.

## Orgue

### Historique

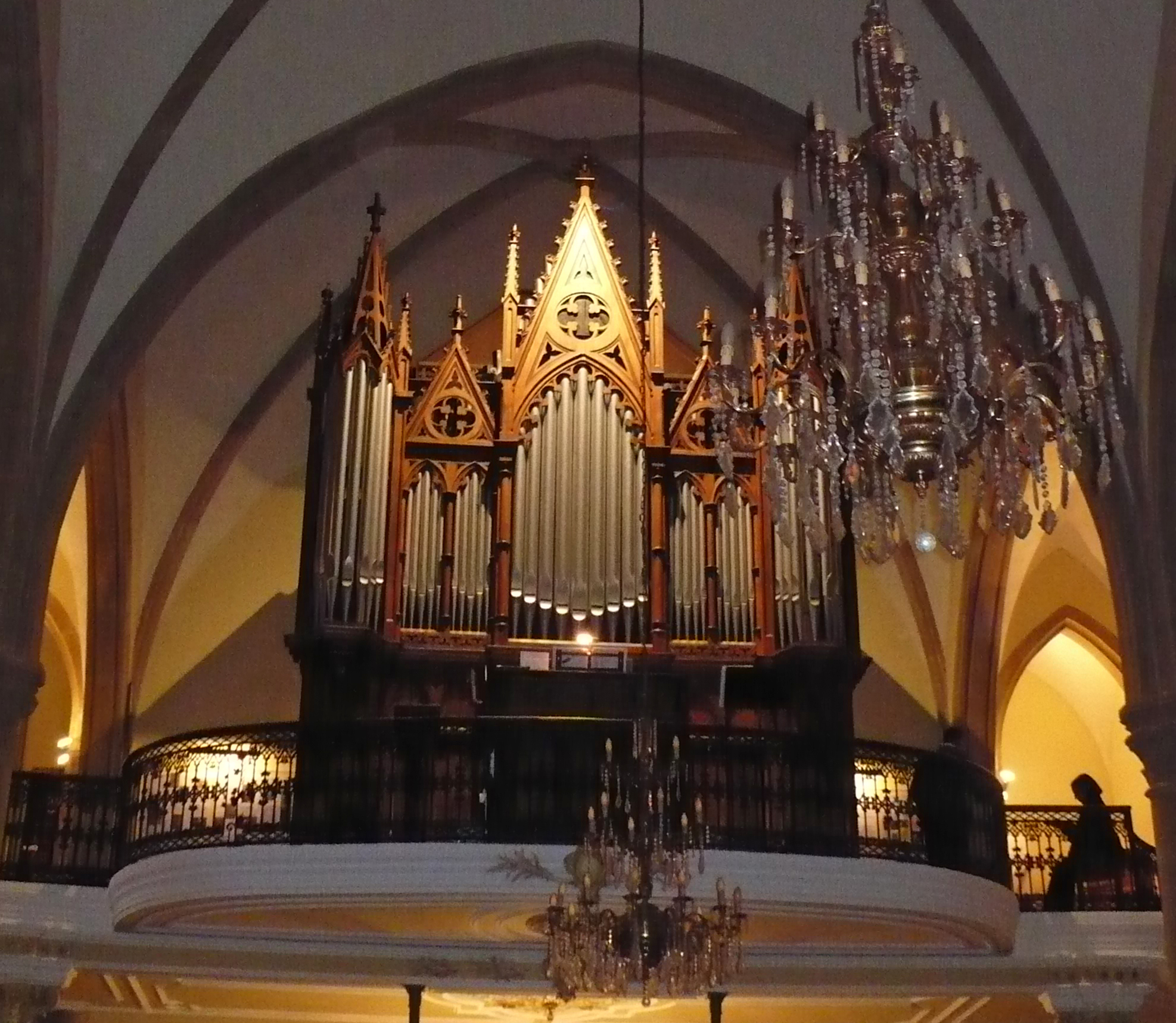
Le buffet d'orgue avec la console en avant plan

Grâce à la générosité du père Eugène Rauber, maître de chapelle de la cathédrale de Verdun, et frère du curé de Contz, l'orgue de l'église Saint-Jean-Baptiste est construit en 1898 par le facteur d'orgue Franz Staudt (1860-1938) de Puttelange-aux-Lacs. Il coûte la somme de 20 millions de francs et est inauguré le 27 avril de la même année.
Durant la première guerre mondiale, les tuyaux sont réquisitionnés par les Allemands pour en faire des munitions. En 1922, l'orgue est restauré par des organiers hollandais et en 1936 un relevage est réalisé. Il est endommagé au cours de la seconde guerre mondiale (éclats d'obus, tuyaux déchirés, infiltrations d'eau, etc.). Après des réparations en 1959, 1965 et 1978, l'instrument fait l'objet en 1990 d'un relevage complet et d'un changement dans sa composition par Michel Gaillard de l'entreprise Aubertin de Courtefontaine. L'orgue est alors réinauguré le lundi de Pâques. Le 26 avril 1998, il fête son centenaire.

### Composition
Le buffet de l'orgue est de style néogothique adapté au style de l'église. Doté de quarante-trois tuyaux de façade, il est en chêne massif et repose sur une tribune de style baroque avec balustrade en fer forgé. L'instrument pèse 7 tonnes et utilise 1 800 tuyaux en étain et en sapin, répartis sur deux étages. La transmission est de type pneumatique tubulaire (sommiers à pistons). La console est orientée vers le chœur.

### Registres
La tuyauterie est répartie en vingt-neuf jeux.
| I. Grand orgue 56 notes | II. Récit expressif 56 notes | Pédale 25 notes                                                                   | Accessoires |
| --- | --- | --------------------------------------------------------------------------------- | --- |
| - Bourdon 16' - Montre 8' - Bourdon 8' - Flûte Harmonique 8' - Gambe 8' - Prestant 4' - Flûte à cheminée 4' - Fugara 4' - Gemsquint 2 2/3' - Doublette 2' - Mixture 2 2/3 III - Trompette 8' - Clairon 4' | - Bourdon 16' - Montre-Violon 8' - Flûte Bouchée 8' - Salicional 8' - Aéoline 8' - Voix-Céleste 8' - Fugara 4' - Flûte Octaviante 4' - Octavin 2' - Vox Humana 8' - Basson-Hautbois 8' | - Violonbass 16' - Soubasse 16' - Octavebasse 8' - Violoncelle 8' - Trompette 16' | - Accouplement Récit expressif/Grand orgue - Tirasse Grand orgue/Pédale - Tirasse Récit expressif/Pédale - Appel des anches - Crescendo - Tremolo - 4 combinaisons fixes |

## Galerie photographique

Les vitraux
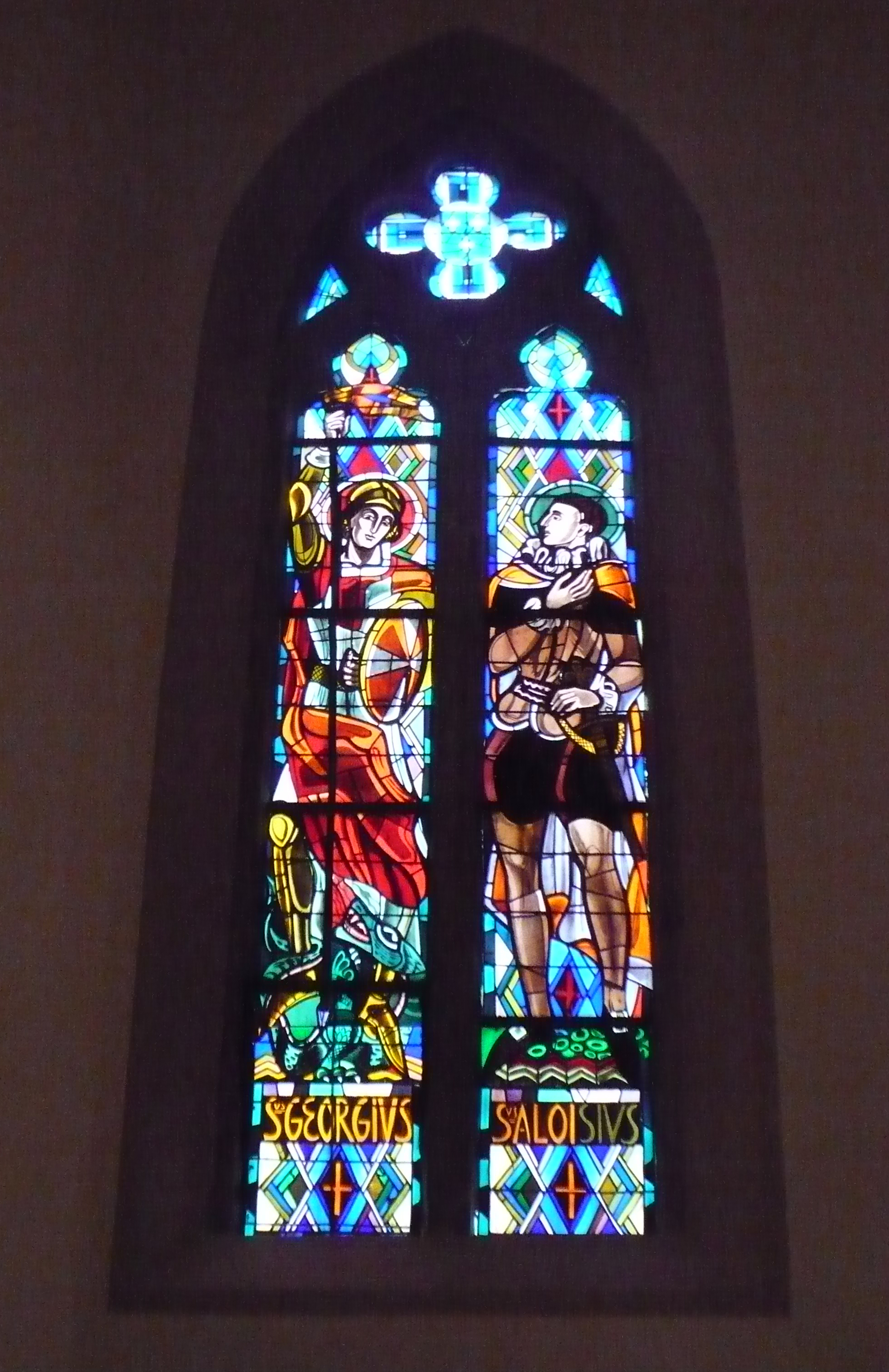
Saint George et Saint Aloïs
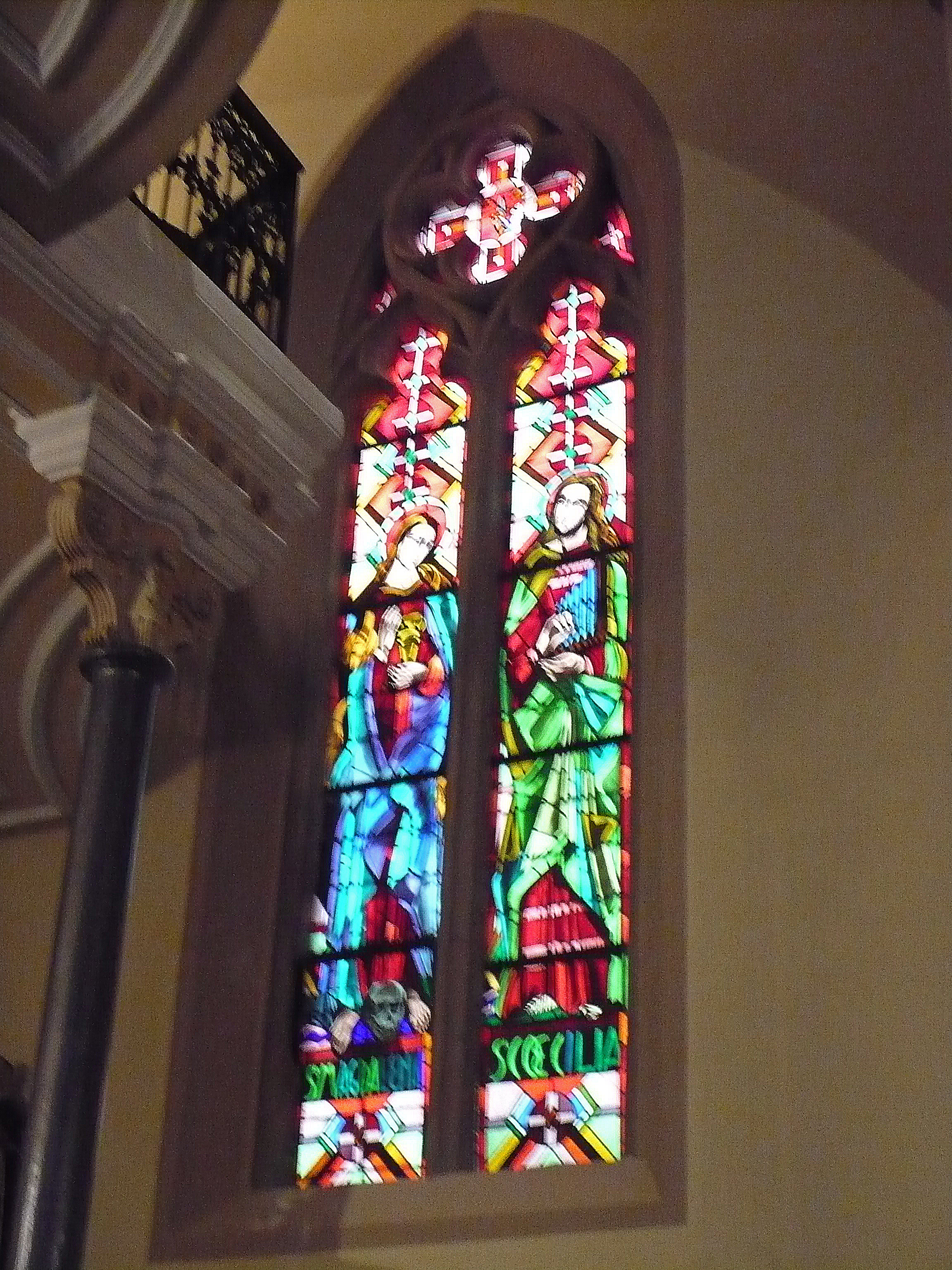
Sainte Agathe et Sainte Cécile
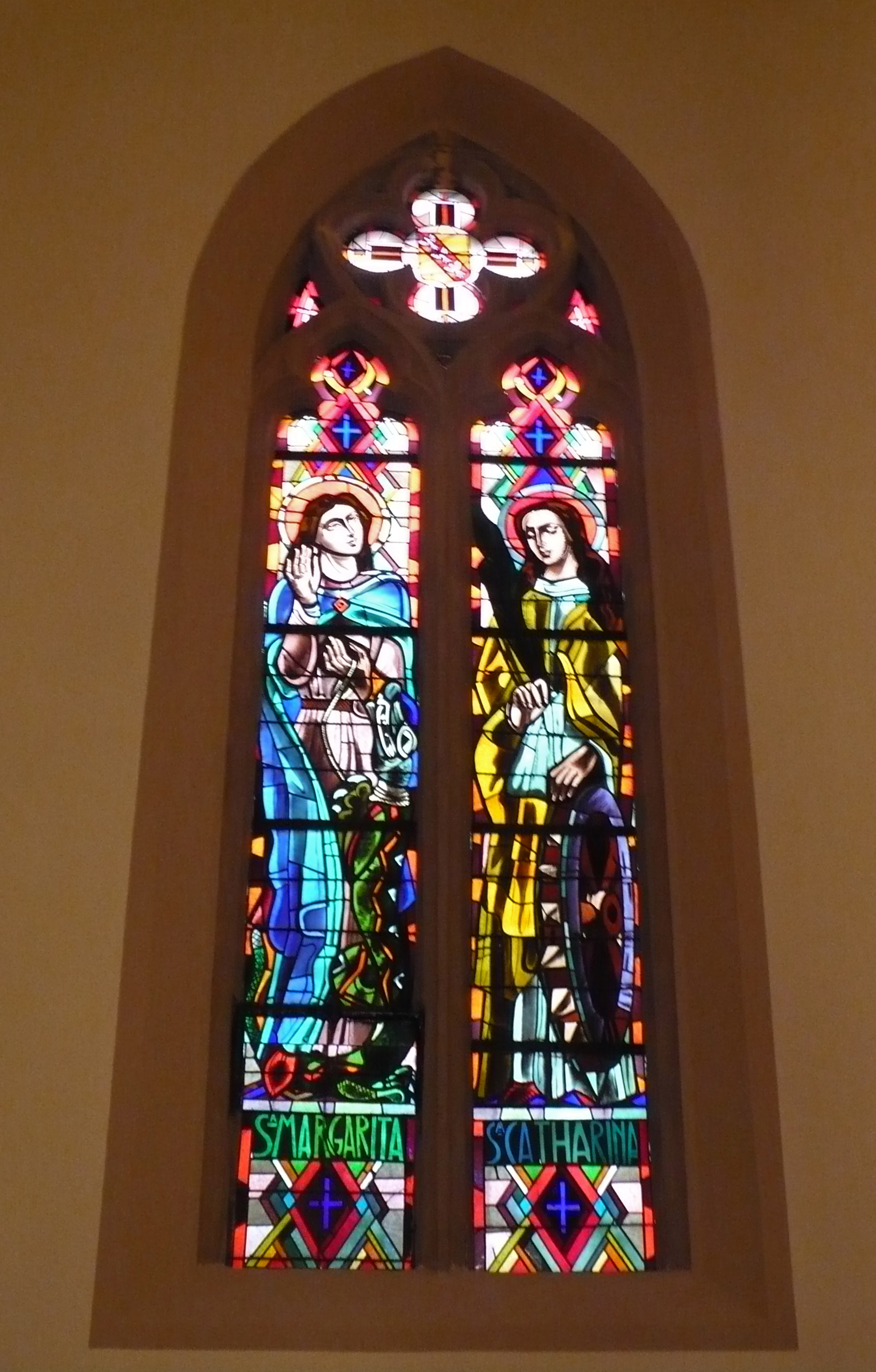
Sainte Marguerite et Sainte Catherine
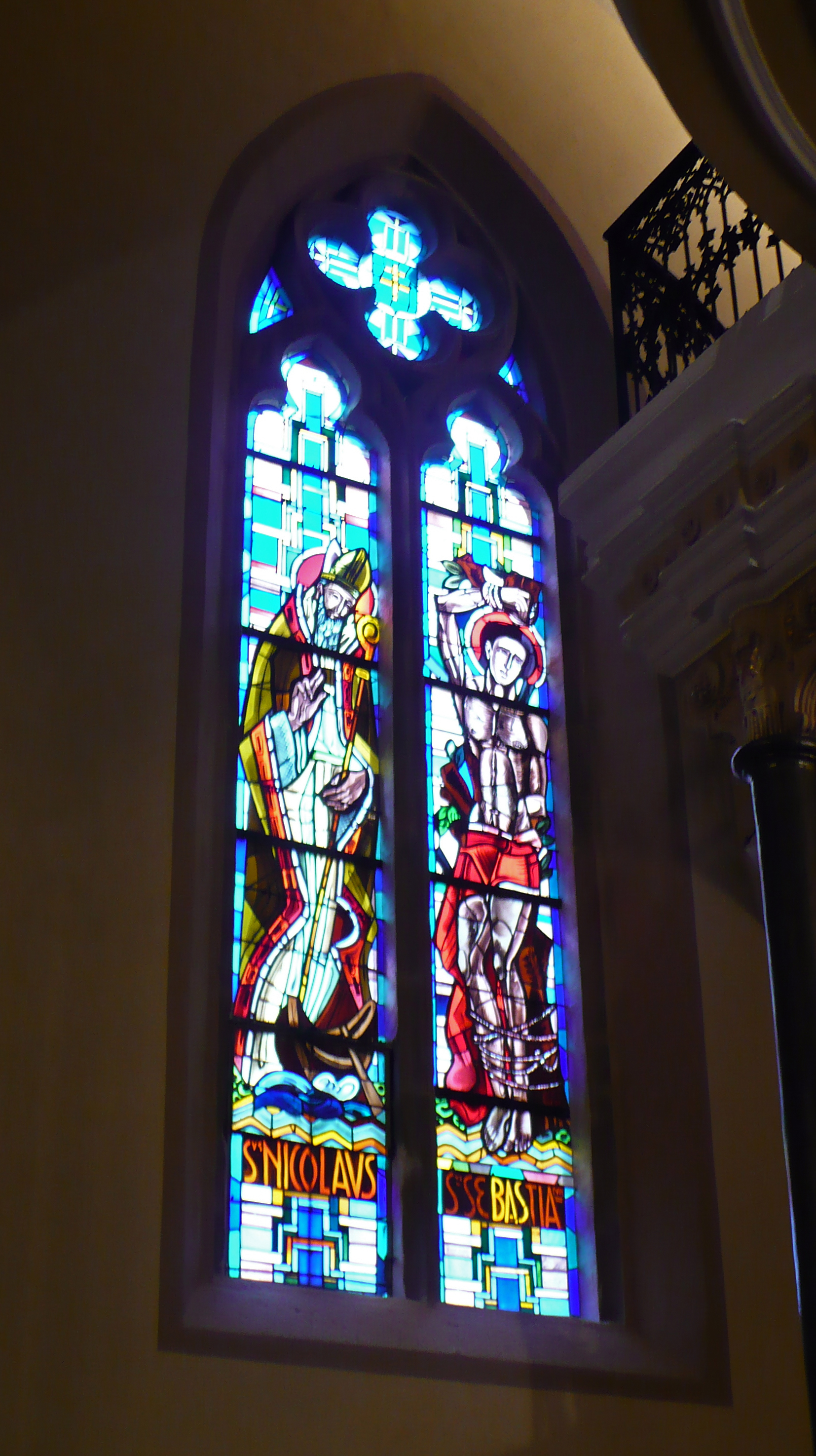
Saint Nicolas et Saint Sébastien
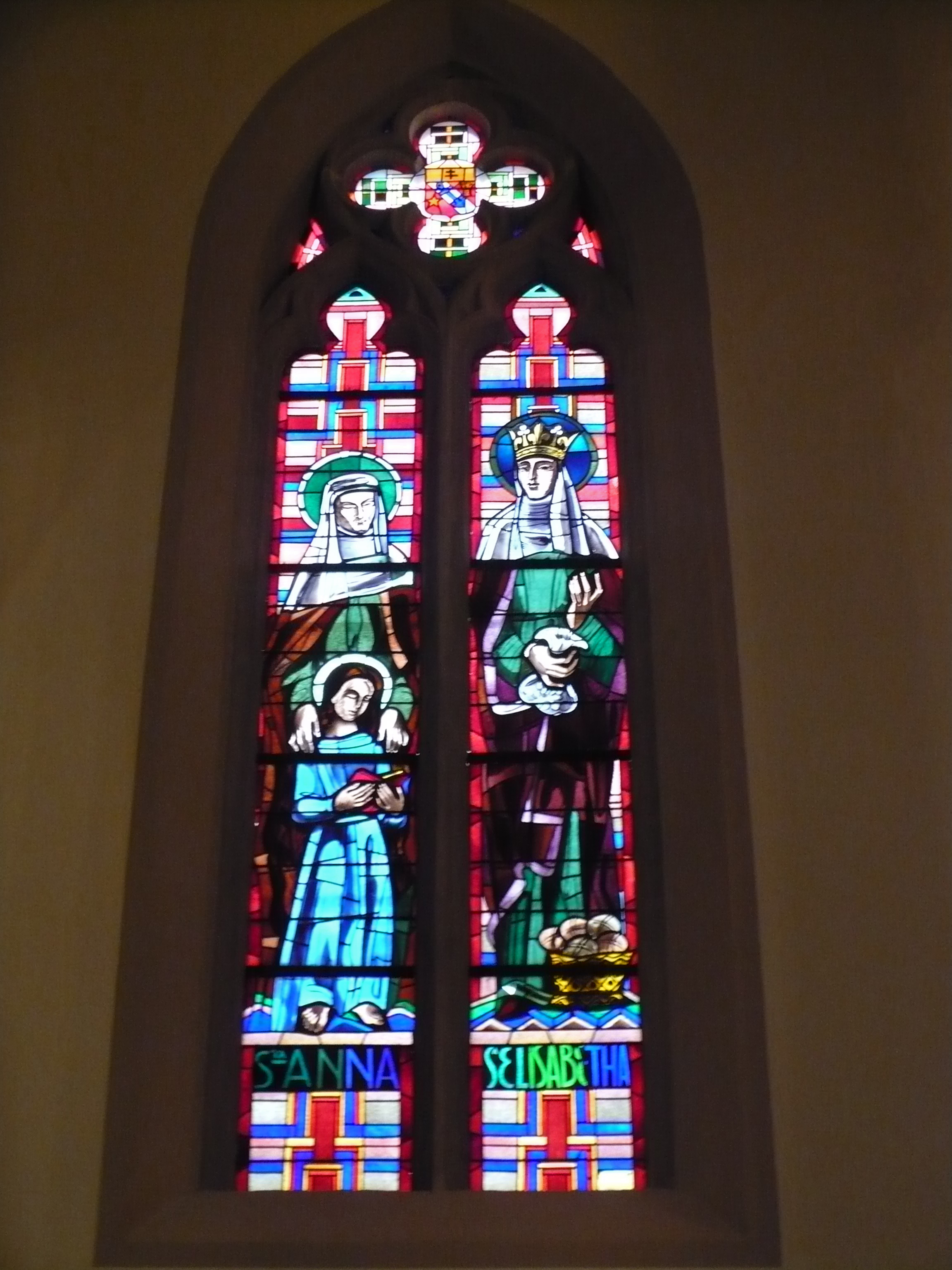
Sainte Anne et Sainte Élisabeth
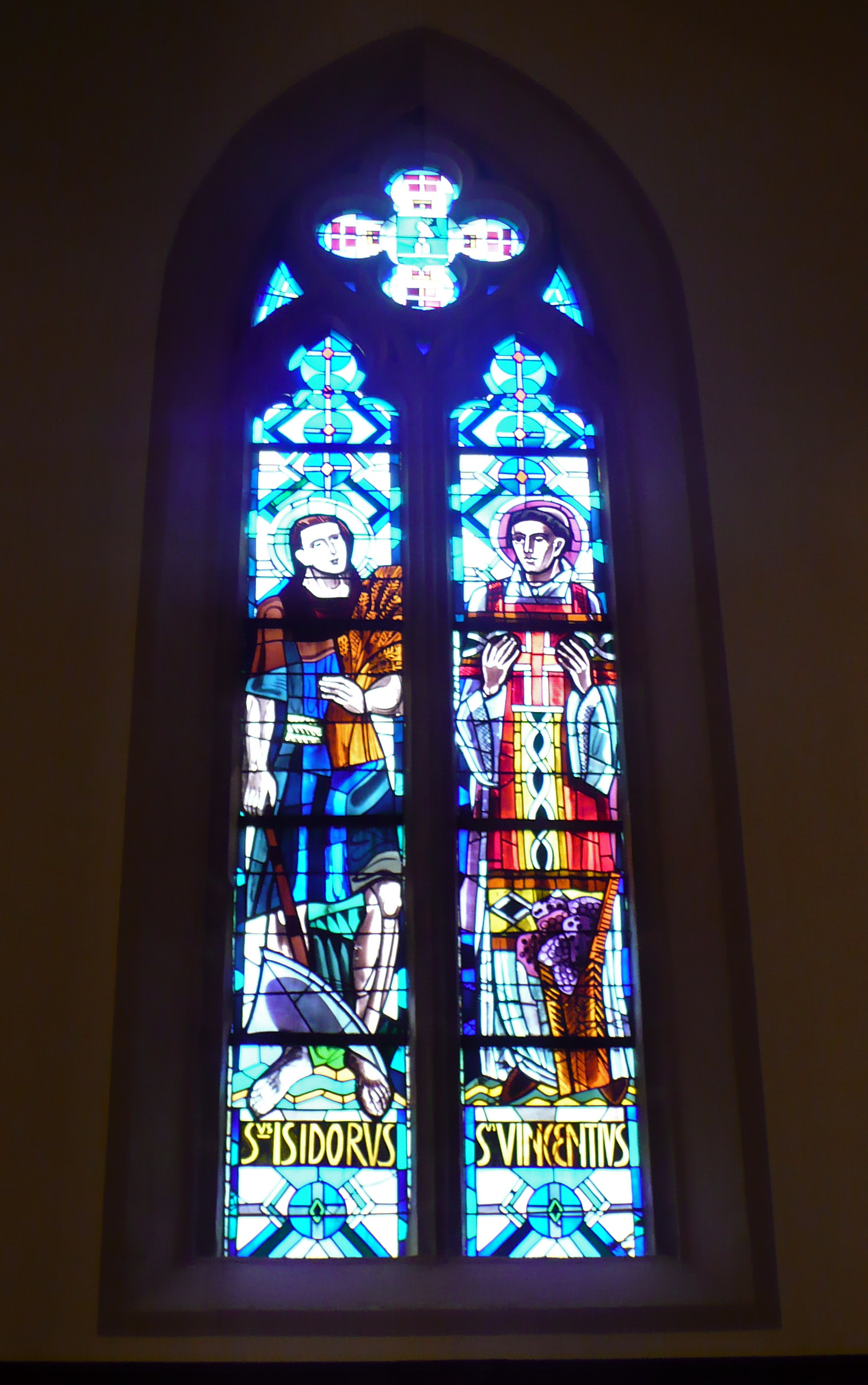
Saint Isidore et Saint Vincent

Intérieur
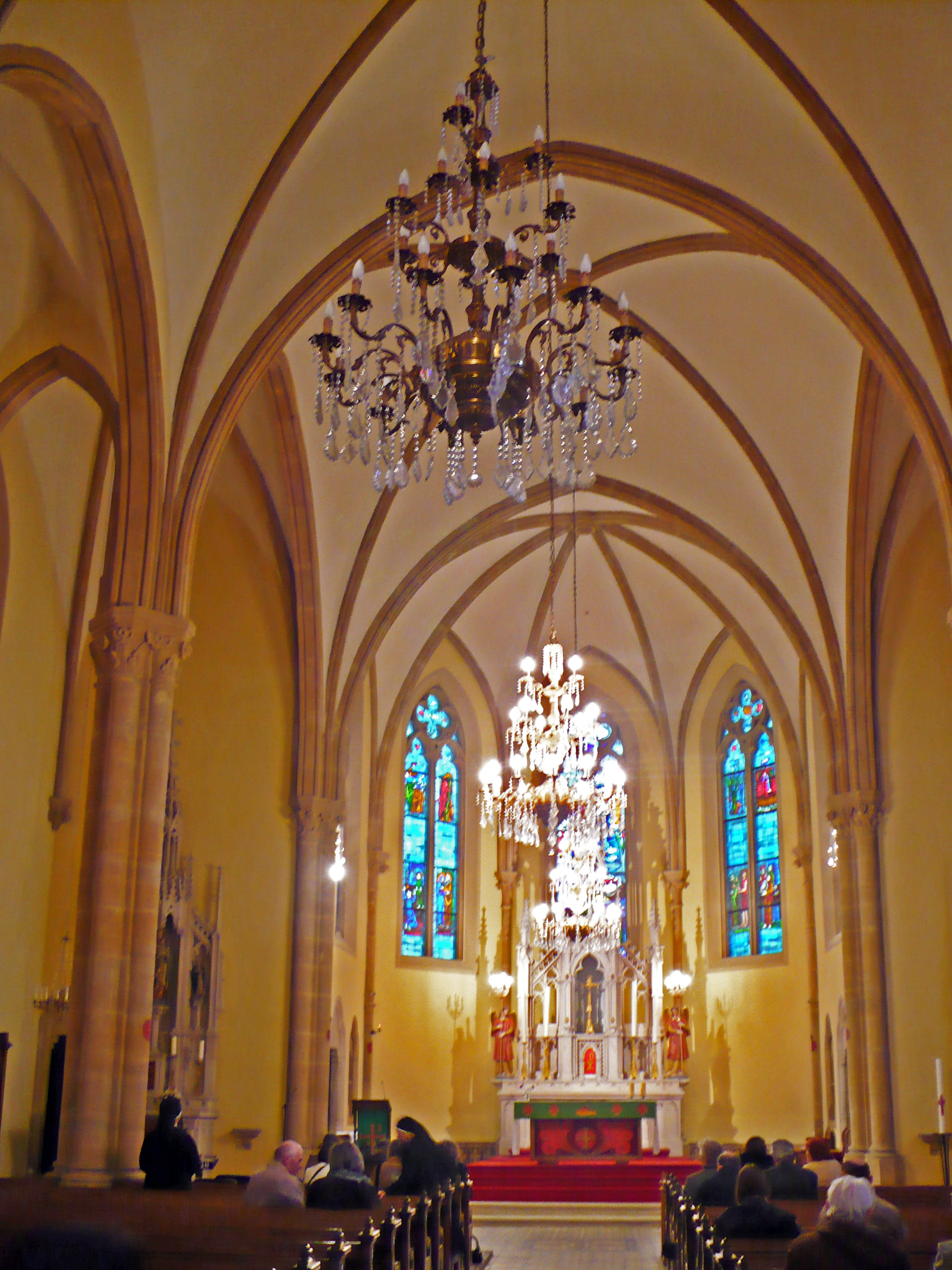
La nef
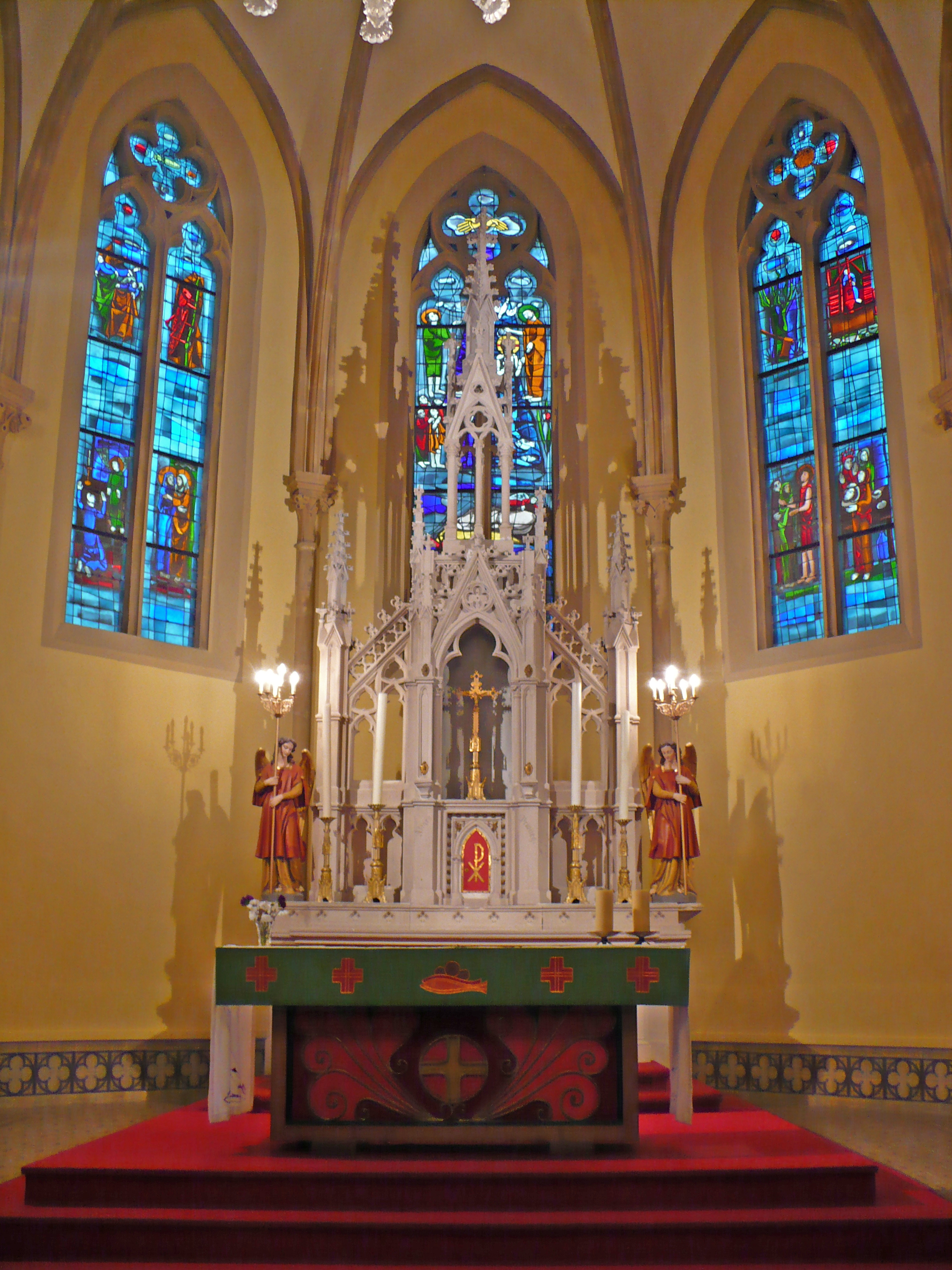
Le choeur

Extérieur
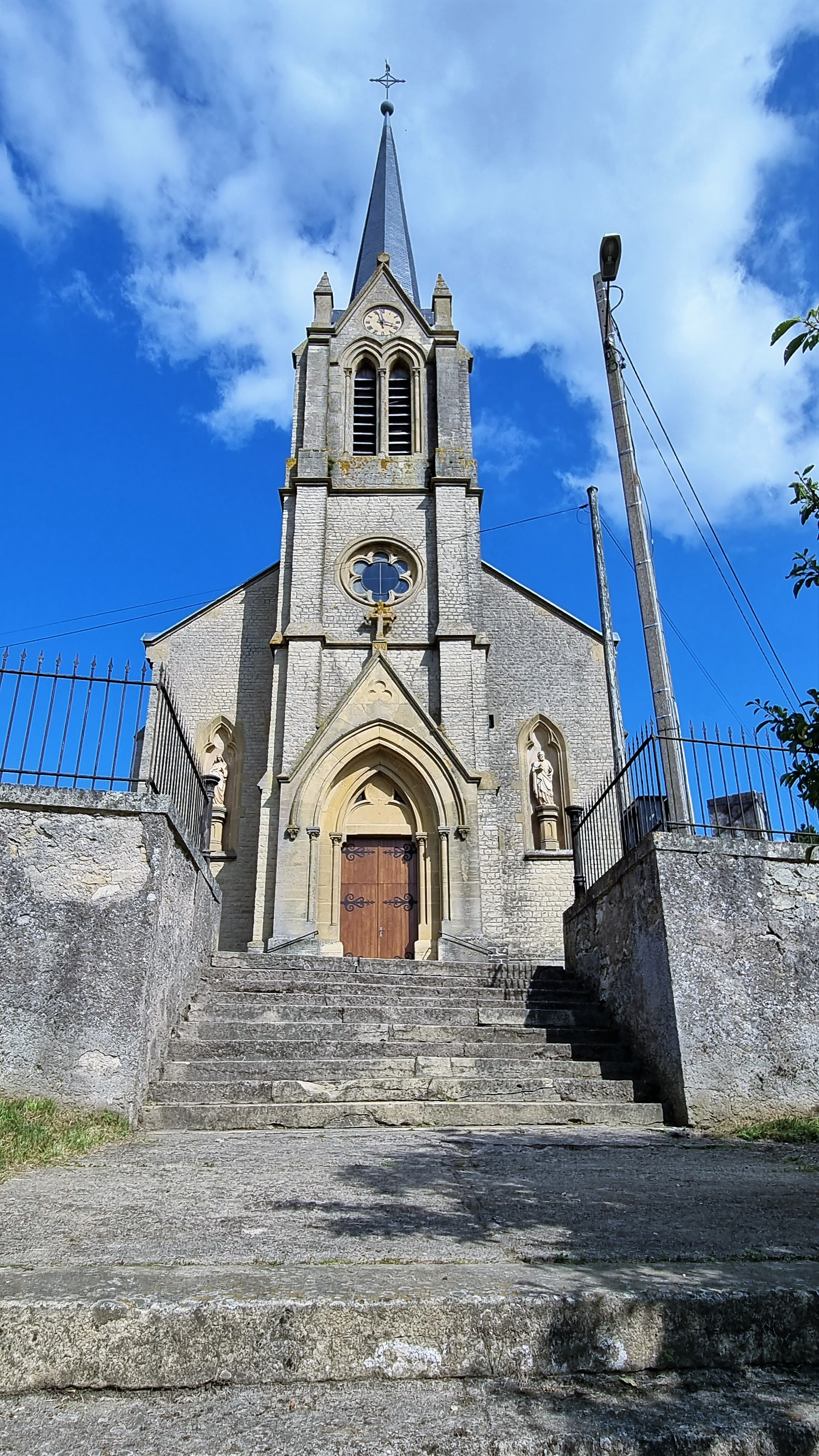
Escalier menant à l'église
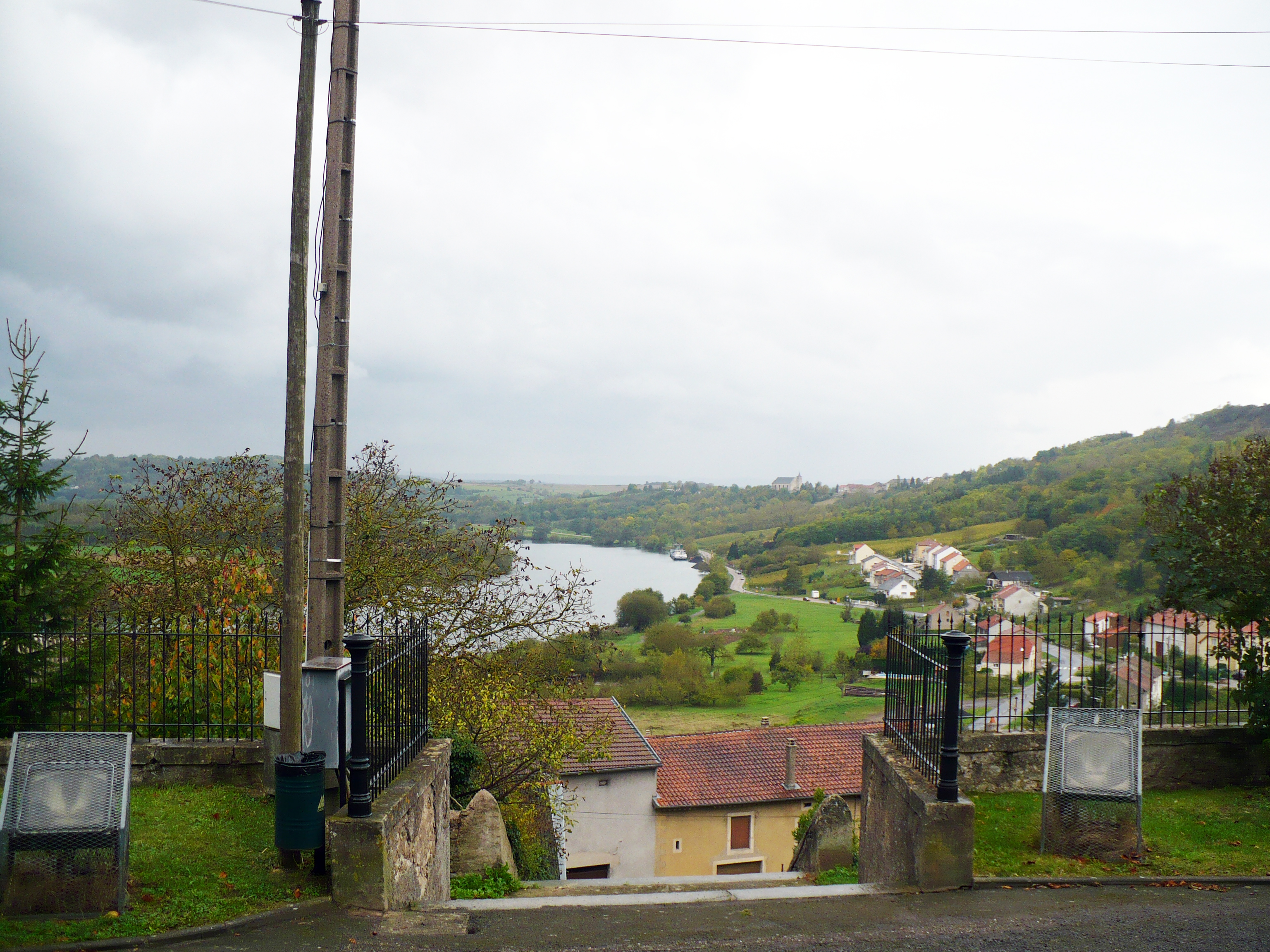
Vue depuis le parvis